# Franz Gläser

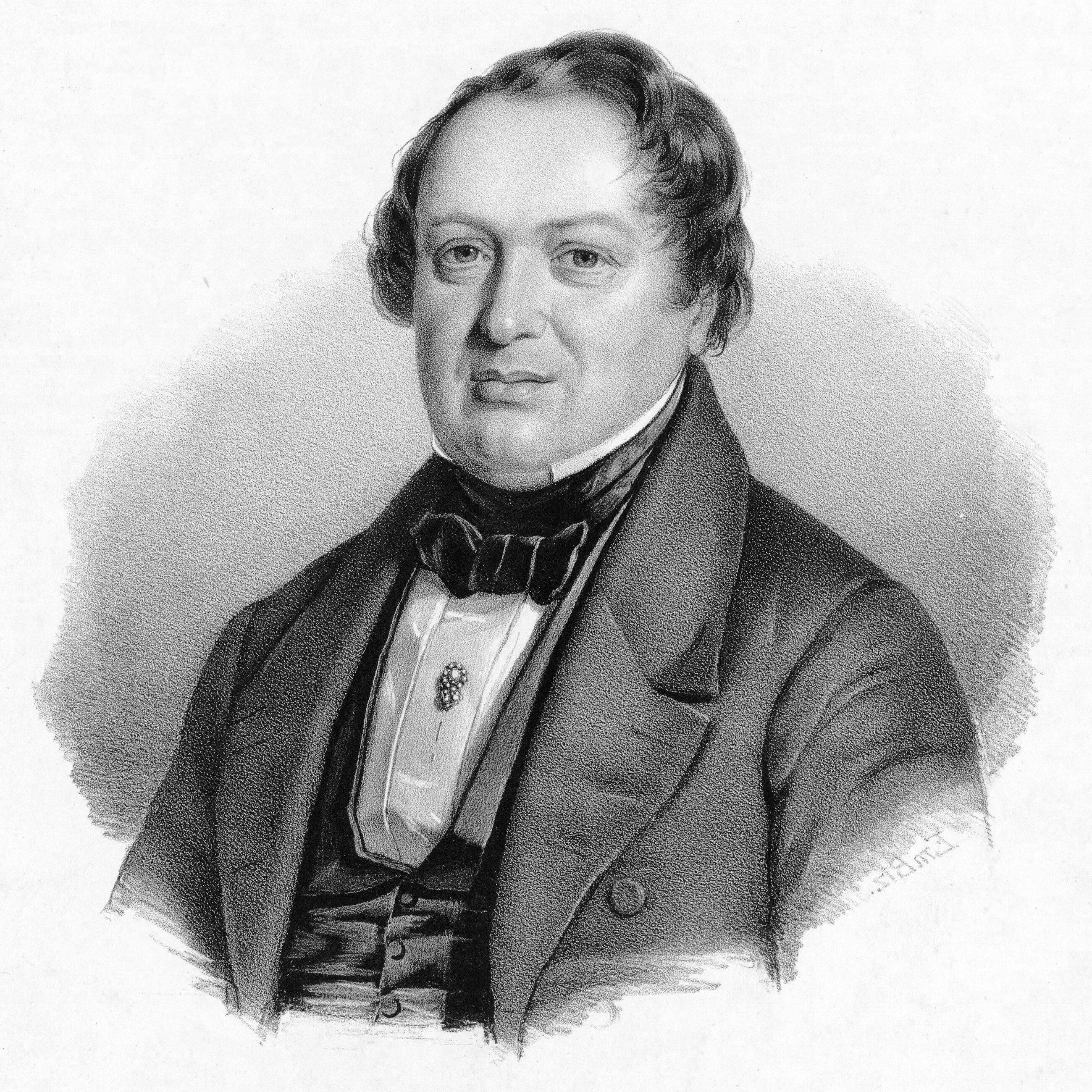
Franz Gläser

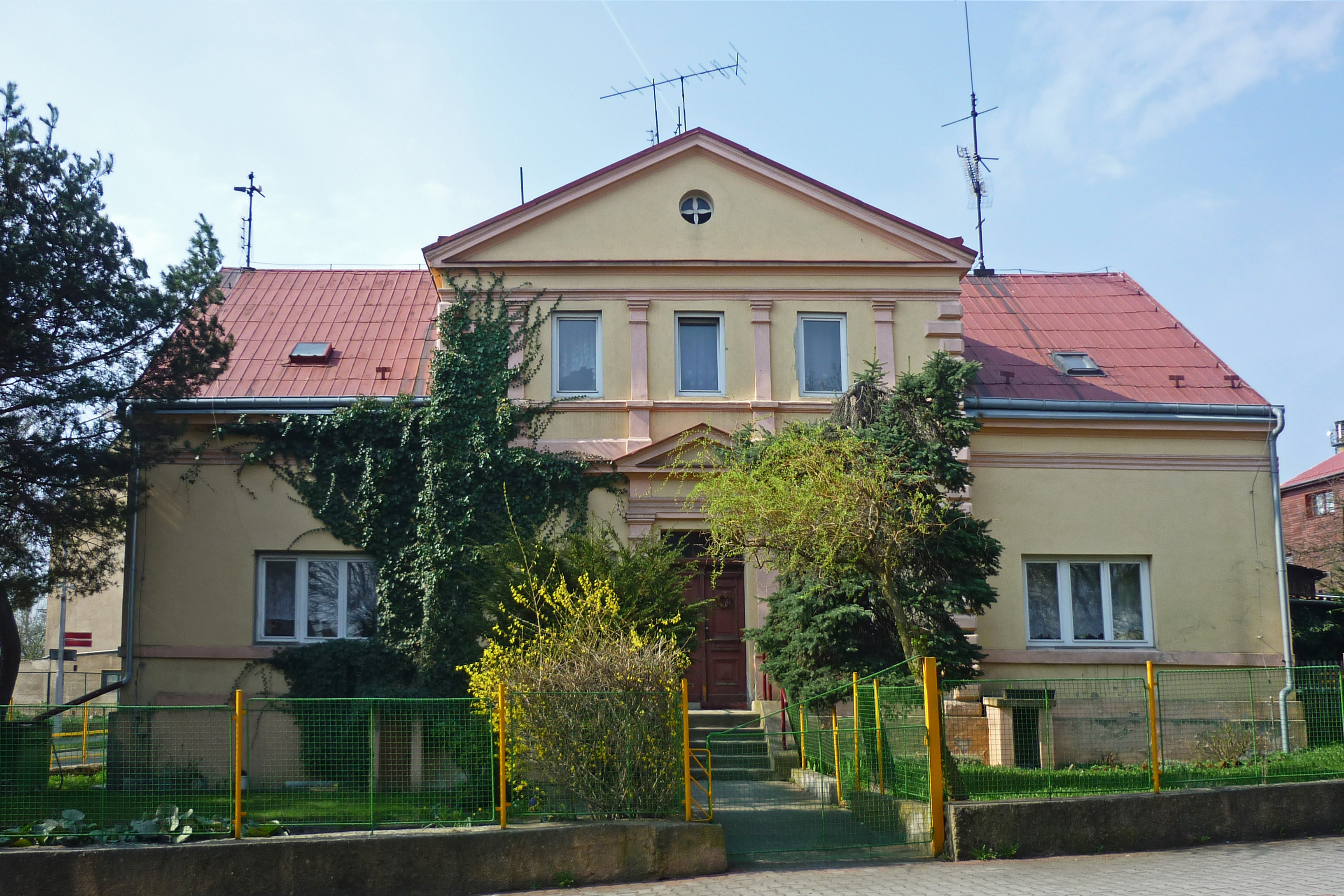
Geburtshaus von Franz Gläser in Obergeorgenthal

Franz Joseph Gläser (* 19. April 1798 in Obergeorgenthal in Böhmen; † 29. August 1861 in Kopenhagen) war ein österreichischer Opernkomponist und Kapellmeister.

## Leben
Franz Gläser kam in seinem 11. Jahr in den Singchor der Hofkapelle zu Dresden, trat einige Jahre später in die Prager Musikschule ein, wo er sich namentlich zum Violinvirtuosen ausbildete, und betrieb sodann 1816 bei Heydenreich in Wien noch Kompositionsstudien. Ab 1817 war er Kapellmeister am Leopoldstädter Theater, ab 1822 am Theater in der Josefstadt und ab 1827 am Theater an der Wien. Er wandte sich der dramatischen Komposition zu und schrieb mehrere Lokalpossen, Opern und Singspiele. Im Jahr 1830 folgte er einem Ruf als Kapellmeister an das Königsstädter Theater zu Berlin, wo sein bekanntestes und bedeutendstes Werk, die Oper Des Adlers Horst (1832 zum ersten Mal aufgeführt), entstand. Im Jahr 1839 ging er an das Kopenhagener Nationaltheater, von 1842 an wirkte er in Kopenhagen als Hofkapellmeister bis zu seinem Tod am 29. August 1861.
Gläser hinterließ eine Autobiographie und erwähnt dort seine nähere Bekanntschaft mit Beethoven.

## Werke
- Peter Stiglitz
- Staberl
- Die steinerne Jungfrau
- Die Weiber in Uniform
- Des Adlers Horst, Oper
- Aurora
- Der Rattenfänger von Hameln
- Das Auge des Teufels
- Andrea
- Die Hochzeit am Comersee